# سیارک ۵۲۰۷
سیارک ۵۲۰۷ (به انگلیسی: 5207 Hearnshaw، نامگذاری:1988HE) پنج هزار و دویست و هفتمین سیارک کشف شده‌است که در ۱۵ آوریل ۱۹۸۸ کشف شد.